# ArtX
ArtX는 닌텐도 64의 그래픽 칩 작업에 참여했던 전 실리콘 그래픽스 엔지니어 20명이 1997년에 설립한 회사이다. 이 회사는 고성능과 비용 효율적인 IBM PC 호환용 그래픽 칩을 제공하는 데 중점을 두었으며 당시 지배적인 3dfx 및 엔비디아와 같은 신생 경쟁업체와 경쟁할 수 있기를 바랐다.
ArtX는 닌텐도 64의 기본 디자인을 담당하는 부서인 SGI의 닌텐도 오퍼레이션스(Nintendo Operations) 책임자였던 웨이옌 박사가 주도했다. 실리콘 그래픽스의 고급 그래픽 부문 책임자였던 데이비드 오튼이 ArtX의 사장으로 임명되었다.